# Seznam utkání Plzně v play off české hokejové extraligy
Toto je seznam zápasů Plzně v play off české hokejové extraligy .

## Plzeň
| Plzeň versus     | S  | Předkolo                            | Čtvrtfinále                                           | Semifinále                          | Finále            | V  | P  |
| ---------------- | -- | ----------------------------------- | ----------------------------------------------------- | ----------------------------------- | ----------------- | -- | -- |
| Třinec           | 4  | 2008/2009 (3 : 2)                   | 1998/1999 (2 : 3) 1999/2000 (3 : 1)                   | 2018/2019 (3 : 4)                   |                   | 11 | 10 |
| Hradec Králové   | 0  |                                     |                                                       |                                     |                   | 0  | 0  |
| Chomutov         | 0  |                                     |                                                       |                                     |                   | 0  | 0  |
| Liberec          | 2  |                                     | 2009/2010 (2 : 4) 2016/2017 (2 : 4)                   |                                     |                   | 4  | 8  |
| Litvínov         | 2  | 2010/2011 (1 : 3)                   | 2012/2013 (4 : 3)                                     |                                     |                   | 5  | 6  |
| Mladá Boleslav   | 2  | 2014/2015 (1 : 3) 2021/2022 (2 : 3) |                                                       |                                     |                   | 3  | 6  |
| Olomouc          | 4  | 2020/2021 (0 : 3)                   | 2015/2016 (4 : 1) 2017/2018 (4 : 1) 2018/2019 (4 : 3) |                                     |                   | 12 | 8  |
| Pardubice        | 2  |                                     | 2003/2004 (4 : 3) 2008/2009 (4 : 3)                   |                                     |                   | 8  | 6  |
| Brno             | 3  |                                     | 2013/2014 (2 : 4)                                     | 2011/2012 (1 : 4) 2017/2018 (1 : 4) |                   | 4  | 12 |
| Sparta Praha     | 2  |                                     | 1997/1998 (2 : 3)                                     | 2015/2016 (2 : 4)                   |                   | 4  | 7  |
| Vítkovice        | 2  | 2016/2017 (3 : 2)                   | 2001/2002 (2 : 4)                                     |                                     |                   | 5  | 6  |
| Zlín             | 4  |                                     | 1994/1995 (0 : 3) 2011/2012 (4 : 3)                   | 2003/2004 (1 : 4)                   | 2012/2013 (4 : 3) | 9  | 13 |
| Jihlava          | 0  |                                     |                                                       |                                     |                   | 0  | 0  |
| České Budějovice | 0  |                                     |                                                       |                                     |                   | 0  | 0  |
| Karlovy Vary     | 0  |                                     |                                                       |                                     |                   | 0  | 0  |
| Kladno           | 1  | 2007/2008 (1 : 3)                   |                                                       |                                     |                   | 1  | 3  |
| Slavia Praha     | 3  | 1995/1996 (0 : 3)                   |                                                       | 2008/2009 (1 : 4) 2012/2013 (4 : 2) |                   | 5  | 9  |
| Vsetín           | 1  |                                     |                                                       | 1999/2000 (0 : 3)                   |                   | 0  | 3  |
| Znojmo           | 0  |                                     |                                                       |                                     |                   | 0  | 0  |
| Celkem           | 32 |                                     |                                                       |                                     |                   | 71 | 97 |

## Plzeň - Třinec
| Číslo | Sezona    | Utkání      | Domácí | Výsledek        | Hosté  | Třetiny           |
| --- | --------- | ----------- | ------ | --------------- | ------ | ----------------- |
| 01. | 1998/1999 | čtvrtfinále | Třinec | 2 : 4 Report    | Plzeň  | (1:0 , 1:2 , 0:2) |
| Branky Plzně 22:58 Robert Jindřich, 24:48 Martin Špaňhel, 55:55 Pavel Augusta, 58:43 Martin Špaňhel                                                                         |           |             |        |                 |        |                   |
| 02. | 1998/1999 | čtvrtfinále | Třinec | 4 : 2 Report    | Plzeň  | (0:1 , 3:1 , 1:0) |
| Branky Plzně 00:49 Petr Kořínek, 25:43 Pavel Geffert |           |             |        |                 |        |                   |
| 03. | 1998/1999 | čtvrtfinále | Plzeň  | 3 : 2 Report    | Třinec | (1:1 , 1:1 , 1:0) |
| Branky Plzně 02:51 Michal Straka, 22:36 Milan Antoš, 52:43 David Pospíšil                                                                                                   |           |             |        |                 |        |                   |
| 04. | 1998/1999 | čtvrtfinále | Plzeň  | 3 : 6 Report    | Třinec | (3:4 , 0:1 , 0:1) |
| Branky Plzně 01:34 Pavel Augusta, 13:52 David Pospíšil, 15:32 Michal Straka                                                                                                 |           |             |        |                 |        |                   |
| 05. | 1998/1999 | čtvrtfinále | Třinec | 4 : 1 Report    | Plzeň  | (1:0 , 1:1 , 2:0) |
| Branky Plzně 37:36 Petr Kořínek |           |             |        |                 |        |                   |
| |           |             |        |                 |        |                   |
| 06. | 1999/2000 | čtvrtfinále | Třinec | 3 : 1 Report    | Plzeň  | (1:0 , 1:0 , 1:1) |
| Branky Plzně 53:23 Pavel Vostřák |           |             |        |                 |        |                   |
| 07. | 1999/2000 | čtvrtfinále | Třinec | 1 : 3 Report    | Plzeň  | (0:1 , 0:1 , 1:1) |
| Branky Plzně 06:01 Petr Kořínek, 38:27 Milan Volák, 49:23 Pavel Vostřák |           |             |        |                 |        |                   |
| 08. | 1999/2000 | čtvrtfinále | Plzeň  | 9 : 0 Report    | Třinec | (1:0 , 7:0 , 1:0) |
| Branky Plzně 02:44 Milan Antoš, hetrik 22:21, 37:32, 55:20 Josef Řezníček, 23:16 Pavel Vostřák, 25:33 Milan Antoš, 34:39 Petr Kořínek, 36:21 Ivan Vlček, 37:03 Petr Kořínek |           |             |        |                 |        |                   |
| 09. | 1999/2000 | čtvrtfinále | Plzeň  | 4 : 3 SN Report | Třinec | (1:2 , 1:1 , 1:0) |
| Branky Plzně 12:10 Milan Volák, 33:26 Pavel Vostřák, 58:21 Martin Špaňhel, rozhodující SN Josef Řezníček                                                                    |           |             |        |                 |        |                   |
| |           |             |        |                 |        |                   |
| 10. | 2008/2009 | předkolo    | Plzeň  | 4 : 2 Report    | Třinec | (0:0 , 1:1 , 3:1) |
| Branky Plzně 26:11 Martin Straka, 42:29 Pavel Vostřák, 49:24 Martin Straka, 59:34 Jaroslav Kracík                                                                           |           |             |        |                 |        |                   |
| 11. | 2008/2009 | předkolo    | Plzeň  | 6 : 1 Report    | Třinec | (2:0 , 2:0 , 2:1) |
| Branky Plzně 09:07 Mario Cartelli, 18:51 Tomáš Vlasák, 31:40 Martin Straka, 39:16 Jaroslav Kracík, 52:15 Roman Tomas, 56:21 Jaroslav Kracík                                 |           |             |        |                 |        |                   |
| 12. | 2008/2009 | předkolo    | Třinec | 3 : 0 Report    | Plzeň  | (0:0 , 0:0 , 3:0) |
| Branky Plzně nikdo |           |             |        |                 |        |                   |
| 13. | 2008/2009 | předkolo    | Třinec | 4 : 3 PP Report | Plzeň  | (1:0 , 2:2 , 0:1) |
| Branky Plzně 24:20 Radek Matějovský, 29:04 Jaroslav Kracík, 56:49 Tomáš Vlasák                                                                                              |           |             |        |                 |        |                   |
| 14. | 2008/2009 | předkolo    | Plzeň  | 3 : 0 Report    | Třinec | (3:0 , 0:0 , 0:0) |
| Branky Plzně 04:26 Michal Dvořák, 15:29 Martin Adamský, 16:03 Martin Čakajík                                                                                                |           |             |        |                 |        |                   |
| |           |             |        |                 |        |                   |
| 15. | 2018/2019 | semifinále  | Třinec | 1 : 4 Report    | Plzeň  | (0:2, 0:1, 1:1)   |
| Branky Plzně 10:42 Jaroslav Kracík, 15:49 Milan Gulaš, 33:14 Jan Kovář, 49:27 Jan Kovář                                                                                     |           |             |        |                 |        |                   |
| 16. | 2018/2019 | semifinále  | Třinec | 2 : 3 Report    | Plzeň  | (0:2, 1:0, 1:1)   |
| Branky Plzně 08:49 Milan Gulaš, 18:56 Denis Kindl, 46:31 Miroslav Indrák |           |             |        |                 |        |                   |
| 17. | 2018/2019 | semifinále  | Plzeň  | 2 : 3 Report    | Třinec | (1:0, 1:2, 0:1)   |
| Branky Plzně 10:53 Vojtěch Němec, 33:59 Roman Vráblík |           |             |        |                 |        |                   |
| 18. | 2018/2019 | semifinále  | Plzeň  | 3 : 4 Report    | Třinec | (0:0, 2:4, 1:0)   |
| Branky Plzně 22:25 Lukáš Pulpán, 28:10 Vojtěch Němec, 46:08 Jakub Pour |           |             |        |                 |        |                   |
| 19. | 2018/2019 | semifinále  | Třinec | 3 : 2 Report    | Plzeň  | (1:1, 0:1, 2:0)   |
| Branky Plzně 11:17 David Stach, 31:16 Lukáš Pulpán |           |             |        |                 |        |                   |
| 20. | 2018/2019 | semifinále  | Plzeň  | 3 : 1 Report    | Třinec | (1:0, 1:0, 1:1)   |
| Branky Plzně 05:02 Jakub Pour, 35:39 Miroslav Indrák, 59:12 Milan Gulaš |           |             |        |                 |        |                   |
| 21. | 2018/2019 | semifinále  | Třinec | 5 : 1 Report    | Plzeň  | (3:0, 0:1, 2:0)   |
| Branky Plzně 37:46 Miroslav Preisinger |           |             |        |                 |        |                   |
| |           |             |        |                 |        |                   |
| Plzeň 11x utkání vyhrál, 10x utkánní prohrál Plzeň 2x sérii vyhrál, 2x sérii prohrál                                                                                        |           |             |        |                 |        |                   |

## Plzeň - Zlín
| Číslo | Sezona    | Utkání      | Domácí | Výsledek        | Hosté | Třetiny         |
| --- | --------- | ----------- | ------ | --------------- | ----- | --------------- |
| 01. | 1994/1995 | čtvrtfinále | Zlín   | 2 : 1 PP Report | Plzeň | (1:0, 0:1, 0:0) |
| Branky Plzně 27:36 Tomáš Kucharčík                                                                                       |           |             |        |                 |       |                 |
| 02. | 1994/1995 | čtvrtfinále | Zlín   | 3 : 1 Report    | Plzeň | (1:0, 1:1, 1:0) |
| Branky Plzně 36:43 Milan Volák                                                                                           |           |             |        |                 |       |                 |
| 03. | 1994/1995 | čtvrtfinále | Plzeň  | 3 : 4 Report    | Zlín  | (1:2, 0:1, 2:1) |
| Branky Plzně 18:13 Jaroslav Kreuzman, 55:17 Jaroslav Špaček, 59:40 Ondřej Steiner                                        |           |             |        |                 |       |                 |
| |           |             |        |                 |       |                 |
| 04. | 2003/2004 | semifinále  | Zlín   | 7 : 2 Report    | Plzeň | (2:1, 3:1, 2:0) |
| Branky Plzně 01:01 Pavel Vostřák, 37:34 Josef Straka                                                                     |           |             |        |                 |       |                 |
| 05. | 2003/2004 | semifinále  | Zlín   | 4 : 3 PP Report | Plzeň | (2:1, 0:1, 1:1) |
| Branky Plzně 04:35 Milan Nedoma, 25:32 Josef Straka, 56:13 Pavel Vostřák                                                 |           |             |        |                 |       |                 |
| 06. | 2003/2004 | semifinále  | Plzeň  | 3 : 2 Report    | Zlín  | (1:1, 2:1, 0:0) |
| Branky Plzně 16:02 Milan Dvořák, 25:46 Dušan Andrašovský, 32:37 Jiří Jelínek                                             |           |             |        |                 |       |                 |
| 07. | 2003/2004 | semifinále  | Plzeň  | 0 : 3 Report    | Zlín  | (0:1, 0:0, 0:2) |
| Branky Plzně nikdo |           |             |        |                 |       |                 |
| 08. | 2003/2004 | semifinále  | Zlín   | 4 : 2 Report    | Plzeň | (1:0, 1:1, 2:1) |
| Branky Plzně 20:22 Josef Straka, 50:22 Jiří Dobrovolný                                                                   |           |             |        |                 |       |                 |
| |           |             |        |                 |       |                 |
| 09. | 2011/2012 | čtvrtfinále | Plzeň  | 3 : 2 Report    | Zlín  | (1:0, 0:1, 2:1) |
| Branky Plzně 16:00 Ondřej Kratěna, 50:39 Ondřej Kratěna, 59:40 Radek Duda                                                |           |             |        |                 |       |                 |
| 10. | 2011/2012 | čtvrtfinále | Plzeň  | 5 : 1 Report    | Zlín  | (1:0, 1:1, 3:0) |
| Branky Plzně 07:10 Ondřej Havlíček, 28:14 Václav Pletka, 50:48 Tomáš Pitule, 53:09 Nicholas Johnson, 59:51 Václav Pletka |           |             |        |                 |       |                 |
| 11. | 2011/2012 | čtvrtfinále | Zlín   | 1 : 0 Report    | Plzeň | (0:0, 1:0, 0:0) |
| Branky Plzně nikdo |           |             |        |                 |       |                 |
| 12. | 2011/2012 | čtvrtfinále | Zlín   | 5 : 4 PP Report | Plzeň | (2:0, 2:3, 0:1) |
| Branky Plzně 21:34 Václav Pletka 34:10 Tomáš Vlasák, 37:27 Martin Straka, 55:20 Jiří Vykoukal                            |           |             |        |                 |       |                 |
| 13. | 2011/2012 | čtvrtfinále | Plzeň  | 3 : 2 SN Report | Zlín  | (1:1, 0:0, 1:1) |
| Branky Plzně 03:54 Václav Pletka, 46:47 Nicholas Johnson, rozhodující SN Václav Pletka                                   |           |             |        |                 |       |                 |
| 14. | 2011/2012 | čtvrtfinále | Zlín   | 4 : 2 Report    | Plzeň | (1:0, 2:0, 1:2) |
| Branky Plzně 53:17 Jan Stránský, 59:59 Jan Kovář                                                                         |           |             |        |                 |       |                 |
| 15. | 2011/2012 | čtvrtfinále | Plzeň  | 4 : 2 Report    | Zlín  | (0:1, 2:1, 2:0) |
| Branky Plzně 25:05 Radek Duda, 37:11 Jiří Hanzlík, 57:56 Nicholas Johnson, 59:41 Radek Duda                              |           |             |        |                 |       |                 |
| |           |             |        |                 |       |                 |
| 16. | 2012/2013 | finále      | Zlín   | 0 : 3 Report    | Plzeň | (0:1, 0:1, 0:1) |
| Branky Plzně 13:26 Jozef Balej, 37:46 Jan Kovář, 41:43 Václav Pletka                                                     |           |             |        |                 |       |                 |
| 17. | 2012/2013 | finále      | Zlín   | 3 : 2 SN Report | Plzeň | (1:1, 1:1, 0:0) |
| Branky Plzně 03:27 Martin Straka, 22:32 Jiří Hanzlík                                                                     |           |             |        |                 |       |                 |
| 18. | 2012/2013 | finále      | Plzeň  | 0 : 3 Report    | Zlín  | (0:2, 0:1, 0:0) |
| Branky Plzně nikdo |           |             |        |                 |       |                 |
| 19. | 2012/2013 | finále      | Plzeň  | 5 : 2 Report    | Zlín  | (2:1, 3:1, 0:0) |
| Branky Plzně 14:06 Jozef Balej, 14:37 Michal Straka, 24:03 Jakub Jeřábek, 27:00 Tomáš Vlasák, 37:30 Tomáš Sýkora         |           |             |        |                 |       |                 |
| 20. | 2012/2013 | finále      | Zlín   | 1 : 2 Report    | Plzeň | (1:0, 0:1, 0:1) |
| Branky Plzně 39:49 Jan Kovář, 45:10 Nicholas Johnson                                                                     |           |             |        |                 |       |                 |
| 21. | 2012/2013 | finále      | Plzeň  | 2 : 5 Report    | Zlín  | (1:0, 0:2, 1:3) |
| Branky Plzně 10:55 Martin Straka, 56:11 Ondřej Kratěna                                                                   |           |             |        |                 |       |                 |
| 22. | 2012/2013 | finále      | Zlín   | 3 : 4 PP Report | Plzeň | (0:0, 2:2, 1:1) |
| Branky Plzně 21:26 Jozef Balej, 35:41 Nicholas Johnson, 49:47 Jan Kovář, v prodloužení 96:15 Martin Straka               |           |             |        |                 |       |                 |
| |           |             |        |                 |       |                 |
| Plzeň 9x utkání vyhrál, 13x utkání prohrál Plzeň 2x sérii vyhrál, 2x sérii prohrál                                       |           |             |        |                 |       |                 |

## Plzeň - Litvínov
| Číslo | Sezona    | Utkání      | Domácí   | Výsledek        | Hosté    | Třetiny          |
| --- | --------- | ----------- | -------- | --------------- | -------- | ---------------- |
| 01. | 2010/2011 | předkolo    | Litvínov | 4 : 2 Report    | Plzeň    | (2:0, 1:1, 1:1)  |
| Branky Plzně 37:16 Pavel Vostřák, 41:15 Pavel Vostřák                                                           |           |             |          |                 |          |                  |
| 02. | 2010/2011 | předkolo    | Litvínov | 5 : 2 Report    | Plzeň    | (3:1, 0:1, 2:0)  |
| Branky Plzně 10:22 Martin Straka, 27:13 Nicholas Johnson                                                        |           |             |          |                 |          |                  |
| 03. | 2010/2011 | předkolo    | Plzeň    | 4 : 0 Report    | Litvínov | (3:0, 1:0, 0:0)  |
| Branky Plzně 03:27 Pavel Vostřák, 13:31 Pavel Vostřák, 14:08 Jan Stránský, 24:00 Martin Straka                  |           |             |          |                 |          |                  |
| 04. | 2010/2011 | předkolo    | Plzeň    | 3 : 4 PP Report | Litvínov | (1:0, 0:3, 2:0 ) |
| Branky Plzně 13:14 Pavel Vostřák, 55:36 Martin Straka, 57:28 Tomáš Vlasák                                       |           |             |          |                 |          |                  |
| |           |             |          |                 |          |                  |
| 05. | 2012/2013 | čtvrtfinále | Plzeň    | 0 : 1 Report    | Litvínov | (0:0, 0:1, 0:0)  |
| Branky Plzně nikdo                                                                                              |           |             |          |                 |          |                  |
| 06. | 2012/2013 | čtvrtfinále | Plzeň    | 2 : 1 Report    | Litvínov | (1:1, 0:0, 1:0)  |
| Branky Plzně 06:56 Jiří Hanzlík, 48:56 Ondřej Kratěna                                                           |           |             |          |                 |          |                  |
| 07. | 2012/2013 | čtvrtfinále | Litvínov | 3 : 0 Report    | Plzeň    | (1:0, 1:0, 1:0)  |
| Branky Plzně nikdo                                                                                              |           |             |          |                 |          |                  |
| 08. | 2012/2013 | čtvrtfinále | Litvínov | 3 : 4 SN Report | Plzeň    | (0:0, 1:1, 2:2)  |
| Branky Plzně 34:16 Nicholas Johnson, 50:01 Jan Kovář, 51:18 Václav Pletka, rozhodující SN Nicholas Johnson      |           |             |          |                 |          |                  |
| 09. | 2012/2013 | čtvrtfinále | Plzeň    | 1 : 2 SN Report | Litvínov | (0:0, 1:0, 0:1)  |
| Branky Plzně 29:54 Jan Kovář                                                                                    |           |             |          |                 |          |                  |
| 10. | 2012/2013 | čtvrtfinále | Litvínov | 2 : 5 Report    | Plzeň    | (1:1, 1:2, 0:2)  |
| Branky Plzně 18:53 Jan Kovář, 29:30 Martin Straka, 39:26 Nicholas Johnson, 41:26 Jakub Lev, 42:15 Martin Straka |           |             |          |                 |          |                  |
| 11. | 2012/2013 | čtvrtfinále | Plzeň    | 4 : 3 Report    | Litvínov | (1:0, 1:3, 2:0)  |
| Branky Plzně 19:23 Tomáš Slovák, 27:10 Jan Kovář, 40:53 Pavel Kašpařík, 51:11 Nicholas Johnson                  |           |             |          |                 |          |                  |
| |           |             |          |                 |          |                  |
| Plzeň 5x utkání vyhrál, 6x utkání prohrál Plzeň 1x sérii vyhrál, 1x sérii prohrál                               |           |             |          |                 |          |                  |

## Plzeň - Pardubice
| Číslo | Sezona    | Utkání      | Domácí    | Výsledek        | Hosté     | Třetiny         |
| --- | --------- | ----------- | --------- | --------------- | --------- | --------------- |
| 01. | 2003/2004 | čtvrtfinále | Pardubice | 6 : 3 Report    | Plzeň     | (1:2, 2:0, 3:1) |
| Branky Plzně 13:19 Mario Cartelli, 14:15 Martin Špaňhel, 55:06 Michal Dvořák                                                                  |           |             |           |                 |           |                 |
| 02. | 2003/2004 | čtvrtfinále | Pardubice | 5 : 2 Report    | Plzeň     | (1:0, 2:2, 2:0) |
| Branky Plzně 20:53 Dušan Andrašovský, 30:10 Michal Straka                                                                                     |           |             |           |                 |           |                 |
| 03. | 2003/2004 | čtvrtfinále | Plzeň     | 4 : 2 Report    | Pardubice | (2:1, 1:1, 1:0) |
| Branky Plzně 02:11 Josef Straka, 07:42 Michal Straka, 30:33 Josef Straka, 42:32 Martin Paroulek                                               |           |             |           |                 |           |                 |
| 04. | 2003/2004 | čtvrtfinále | Plzeň     | 6 : 3 Report    | Pardubice | (1:1, 2:2, 3:0) |
| Branky Plzně 14:52 Radek Matějovský, 29:01 Adam Šaffer, 29:59 Radek Matějovský, 44:57 Martin Špaňhel, 49:12 Pavel Vostřák, 57:07 Josef Straka |           |             |           |                 |           |                 |
| 05. | 2003/2004 | čtvrtfinále | Pardubice | 5 : 2 Report    | Plzeň     | (1:0, 3:1, 1:1) |
| Branky Plzně 24:18 Michal Dobroň, 51:51 Mario Cartelli                                                                                        |           |             |           |                 |           |                 |
| 06. | 2003/2004 | čtvrtfinále | Plzeň     | 3 : 1 Report    | Pardubice | (0:0, 1:1, 2:0) |
| Branky Plzně 20:33 Pavel Vostřák, 46:58 Michal Straka, 59:49 Dušan Andrašovský                                                                |           |             |           |                 |           |                 |
| 07. | 2003/2004 | čtvrtfinále | Pardubice | 1 : 5 Report    | Plzeň     | (0:2, 1:2, 0:1) |
| Branky Plzně 00:20 Josef Straka, 04:21 Michal Straka, 35:25 Dušan Andrašovský, 38:34 Dušan Andrašovský, 52:04 Pavel Vostřák                   |           |             |           |                 |           |                 |
| |           |             |           |                 |           |                 |
| 08. | 2008/2009 | čtvrtfinále | Pardubice | 1 : 2 SN Report | Plzeň     | (1:0, 0:0, 0:1) |
| Branky Plzně 51:44 Tomáš Vlasák, rozhodující SN Tomáš Vlasák                                                                                  |           |             |           |                 |           |                 |
| 09. | 2008/2009 | čtvrtfinále | Pardubice | 3 : 1 Report    | Plzeň     | (3:1, 0:0, 0:0) |
| Branky Plzně 14:36 Pavel Vostřák |           |             |           |                 |           |                 |
| 10. | 2008/2009 | čtvrtfinále | Plzeň     | 2 : 1 Report    | Pardubice | (1:0, 0:0, 1:1) |
| Branky Plzně 07:29 Mario Cartelli, 52:33 Martin Straka                                                                                        |           |             |           |                 |           |                 |
| 11. | 2008/2009 | čtvrtfinále | Plzeň     | 3 : 4 Report    | Pardubice | (0:3, 2:1, 1:0) |
| Branky Plzně 28:26 Martin Straka, 37:41 Martin Adamský, 44:14 Tomáš Vlasák                                                                    |           |             |           |                 |           |                 |
| 12. | 2008/2009 | čtvrtfinále | Pardubice | 3 : 0 Report    | Plzeň     | (1:0, 2:0, 0:0) |
| Branky Plzně nikdo |           |             |           |                 |           |                 |
| 13. | 2008/2009 | čtvrtfinále | Plzeň     | 3 : 1 Report    | Pardubice | (1:0, 2:0, 0:1) |
| Branky Plzně 07:56 Pavel Vostřák, 29:10 Martin Adamský, 33:25 Pavel Vostřák                                                                   |           |             |           |                 |           |                 |
| 14. | 2008/2009 | čtvrtfinále | Pardubice | 3 : 4 PP Report | Plzeň     | (2:2, 0:0, 1:1) |
| Branky Plzně 03:42 Martin Straka, 12:30 Pavel Vostřák, 40:14 Pavel Vostřák, v prodloužení 86:07 Martin Adamský                                |           |             |           |                 |           |                 |
| |           |             |           |                 |           |                 |
| Plzeň 8x utkání vyhrál, 6x utkání prohrál Plzeň 2x sérii vyhrál, 0x sérii prohrál                                                             |           |             |           |                 |           |                 |

## Plzeň - Slavia Praha
| Číslo | Sezona    | Utkání     | Domácí       | Výsledek        | Hosté        | Třetiny         |
| --- | --------- | ---------- | ------------ | --------------- | ------------ | --------------- |
| 01. | 1995/1996 | předkolo   | Slavia Praha | 4 : 2 Report    | Plzeň        | (1:1, 1:0, 2:1) |
| Branky Plzně 01:49 Kamil Kašťák, 53:21 Miroslav Mach                                                                                 |           |            |              |                 |              |                 |
| 02. | 1995/1996 | předkolo   | Slavia Praha | 7 : 2 Report    | Plzeň        | (3:1, 2:1, 2:0) |
| Branky Plzně 08:25 Tomáš Jelínek, 21:11 Miroslav Mach                                                                                |           |            |              |                 |              |                 |
| 03. | 1995/1996 | předkolo   | Plzeň        | 3 : 5 Report    | Slavia Praha | (0:1, 2:3, 1:1) |
| Branky Plzně 25:15 Miroslav Mach, 28:42 Milan Antoš, 59:44 Karel Šmíd                                                                |           |            |              |                 |              |                 |
| |           |            |              |                 |              |                 |
| 04. | 2008/2009 | semifinále | Slavia Praha | 0 : 6 Report    | Plzeň        | (0:4, 0:2, 0:0) |
| Branky Plzně 10:10 Martin Straka, 12:07 Pavel Vostřák, 13:24 Pavel Vostřák, 18:30 Tomáš Vlasák, 28:26 Zdeněk Kubica, 34:52 Jan Kovář |           |            |              |                 |              |                 |
| 05. | 2008/2009 | semifinále | Slavia Praha | 6 : 5 Report    | Plzeň        | (1:1, 1:2, 4:2) |
| Branky Plzně 08:26 Jaroslav Kracík, 20:48 Michal Dvořák, 30:53 Tomáš Kubalík, 54:49 Tomáš Vlasák, 59:47 Martin Adamský               |           |            |              |                 |              |                 |
| 06. | 2008/2009 | semifinále | Plzeň        | 1 : 3 Report    | Slavia Praha | (0:1, 0:1, 1:1) |
| Branky Plzně 59:42 Michal Dvořák |           |            |              |                 |              |                 |
| 07. | 2008/2009 | semifinále | Plzeň        | 1 : 6 Report    | Slavia Praha | (0:3, 1:1, 0:2) |
| Branky Plzně 27:40 Peter Smrek |           |            |              |                 |              |                 |
| 08. | 2008/2009 | semifinále | Slavia Praha | 6 : 5 SN Report | Plzeň        |                 |
| Branky Plzně 10:49 Jan Kovář, 22:23 Mario Cartelli, 28:17 Radek Matějovský, 32:59 Martin Adamský, 59:59 Martin Straka                |           |            |              |                 |              |                 |
| |           |            |              |                 |              |                 |
| 09. | 2012/2013 | semifinále | Slavia Praha | 3 : 0 Report    | Plzeň        | (0:0, 1:0, 2:0) |
| Branky Plzně nikdo |           |            |              |                 |              |                 |
| 10. | 2012/2013 | semifinále | Slavia Praha | 0 : 1 Report    | Plzeň        | (0:1, 0:0, 0:0) |
| Branky Plzně 03:06 Jan Schleiss |           |            |              |                 |              |                 |
| 11. | 2012/2013 | semifinále | Plzeň        | 4 : 2 Report    | Slavia Praha | (2:0, 1:0, 1:2) |
| Branky Plzně 19:34 Tomáš Vlasák, 19:59 Ondřej Kratěna, 26:27 Martin Straka, 59:01 Ondřej Kratěna                                     |           |            |              |                 |              |                 |
| 12. | 2012/2013 | semifinále | Plzeň        | 2 : 3 Report    | Slavia Praha | (1:1, 1:1, 0:1) |
| Branky Plzně 17:14 Ondřej Kratěna, 20:21 Jan Kovář                                                                                   |           |            |              |                 |              |                 |
| 13. | 2012/2013 | semifinále | Slavia Praha | 4 : 5 Report    | Plzeň        | (2:2, 1:0, 1:3) |
| Branky Plzně 14:30 Jan Kovář, 19:50 Václav Pletka, 43:21 Ondřej Kratěna, 44:21 Jan Kovář, 59:26 Tomáš Vlasák                         |           |            |              |                 |              |                 |
| 14. | 2012/2013 | semifinále | Plzeň        | 4 : 2 Report    | Slavia Praha | (1:1, 1:1, 2:0) |
| Branky Plzně 06:49 Jiří Hanzlík, 29:02 Jan Kovář, 46:08 Nicolas Pierre, 58:56 Martin Straka                                          |           |            |              |                 |              |                 |
| |           |            |              |                 |              |                 |
| Plzeň 5x utkání vyhrál, 9x utkání prohrál Plzeň 1x sérii vyhrál, 2x sérii prohrál                                                    |           |            |              |                 |              |                 |

## Plzeň - Brno
| Číslo                                                                                        | Sezona    | Utkání      | Domácí | Výsledek        | Hosté | Třetiny          |
| -------------------------------------------------------------------------------------------- | --------- | ----------- | ------ | --------------- | ----- | ---------------- |
| 01.                                                                                          | 2011/2012 | semifinále  | Plzeň  | 3 : 4 Report    | Brno  | (2:0, 1:2, 0:2)  |
| Branky Plzně 01:16 Nicholas Johnson, 02:36 Dan Růžička, 30:49 Nicholas Johnson               |           |             |        |                 |       |                  |
| 02.                                                                                          | 2011/2012 | semifinále  | Plzeň  | 0 : 1 Report    | Brno  | (0:0, 0:0, 0:1)  |
| Branky Plzně nikdo                                                                           |           |             |        |                 |       |                  |
| 03.                                                                                          | 2011/2012 | semifinále  | Brno   | 1 : 0 Report    | Plzeň | (0:0, 1:0, 0:0)  |
| Branky Plzně nikdo                                                                           |           |             |        |                 |       |                  |
| 04.                                                                                          | 2011/2012 | semifinále  | Brno   | 2 : 3 Report    | Plzeň | (1:2, 1:1, 0:0)  |
| Branky Plzně 02:35 Pavel Vostřák, 16:08 Jan Kovář, 21:49 Pavel Vostřák                       |           |             |        |                 |       |                  |
| 05.                                                                                          | 2011/2012 | semifinále  | Plzeň  | 2 : 7 Report    | Brno  | (1:3, 0:1, 1:3)  |
| Branky Plzně 13:58 Martin Straka, 40:19 Jiří Hanzlík                                         |           |             |        |                 |       |                  |
|                                                                                              |           |             |        |                 |       |                  |
| 06.                                                                                          | 2013/2014 | čtvrtfinále | Plzeň  | 1 : 4 Report    | Brno  | (0:2, 1:1, 0:1)  |
| Branky Plzně 32:57 Ján Sýkora                                                                |           |             |        |                 |       |                  |
| 07.                                                                                          | 2013/2014 | čtvrtfinále | Plzeň  | 4 : 1 Report    | Brno  | (2:0, 2:0, 0:1)  |
| Branky Plzně 09:22 Tomáš Slovák, 11:33 Ján Sýkora, 21:39 Ondřej Kratěna, 34:28 Martin Straka |           |             |        |                 |       |                  |
| 08.                                                                                          | 2013/2014 | čtvrtfinále | Brno   | 1 : 2 Report    | Plzeň | (1:1, 0:0, 0:1)  |
| Branky Plzně 14:15 Pavel Kašpařík, 59:07 Tomáš Vlasák                                        |           |             |        |                 |       |                  |
| 09.                                                                                          | 2013/2014 | čtvrtfinále | Brno   | 1 : 0 Report    | Plzeň | (0:0, 1:0, 0:0)  |
| Branky Plzně nikdo                                                                           |           |             |        |                 |       |                  |
| 10.                                                                                          | 2013/2014 | čtvrtfinále | Plzeň  | 2 : 3 Report    | Brno  | (0:0, 1:2, 1:1)  |
| Branky Plzně 28:09 Václav Pletka, 45:07 Ondřej Kratěna                                       |           |             |        |                 |       |                  |
| 11.                                                                                          | 2013/2014 | čtvrtfinále | Brno   | 4 : 3 PP Report | Plzeň | (1:0, 1:3, 1:0 ) |
| Branky Plzně 22:34 Miroslav Indrák, 24:53 Patrik Petruška, 30:23 Jakub Lev                   |           |             |        |                 |       |                  |
|                                                                                              |           |             |        |                 |       |                  |
| 12.                                                                                          | 2017/2018 | semifinále  | Plzeň  | 2 : 3 Report    | Brno  | (0:1, 0:1, 2:1)  |
| Branky Plzně 43:24 Denis Kindl, 56:40 David Sklenička                                        |           |             |        |                 |       |                  |
| 13.                                                                                          | 2017/2018 | semifinále  | Plzeň  | 1 : 4 Report    | Brno  | (0:0, 0:1, 1:3)  |
| Branky Plzně 57:46 Milan Gulaš                                                               |           |             |        |                 |       |                  |
| 14.                                                                                          | 2017/2018 | semifinále  | Brno   | 3 : 2 Report    | Plzeň | (1:0, 0:1, 2:1)  |
| Branky Plzně 35:39 Michal Moravčík, 49:25 Milan Gulaš                                        |           |             |        |                 |       |                  |
| 15.                                                                                          | 2017/2018 | semifinále  | Brno   | 1 : 2 Report    | Plzeň | (0:0, 0:2, 1:0)  |
| Branky Plzně 21:22 Jaroslav Kracík, 23:58 Denis Kindl                                        |           |             |        |                 |       |                  |
| 16.                                                                                          | 2017/2018 | semifinále  | Plzeň  | 2 : 6 Report    | Brno  | (1:3, 0:2, 1:1)  |
| Branky Plzně 18:52 Milan Gulaš, 54:22 Milan Gulaš                                            |           |             |        |                 |       |                  |
|                                                                                              |           |             |        |                 |       |                  |
| Plzeň 4x utkání vyhrál, 12x utkání prohrál Plzeň 0x sérii vyhrál, 3x sérii prohrál           |           |             |        |                 |       |                  |

## Plzeň - Sparta Praha
| Číslo | Sezona    | Utkání      | Domácí       | Výsledek        | Hosté        | Třetiny         |
| --- | --------- | ----------- | ------------ | --------------- | ------------ | --------------- |
| 01. | 1997/1998 | čtvrtfinále | Sparta Praha | 2 : 3 SN Report | Plzeň        | (1:0, 0:1, 1:1) |
| Branky Plzně 29:03 Pavel Vostřák, 47:41 Michal Porák, rozhodující SN Josef Řezníček                                                                          |           |             |              |                 |              |                 |
| 02. | 1997/1998 | čtvrtfinále | Sparta Praha | 4 : 2 Report    | Plzeň        | (2:2, 1:0, 1:0) |
| Branky Plzně 16:17 Milan Navrátil, 17:27 Pavel Vostřák |           |             |              |                 |              |                 |
| 03. | 1997/1998 | čtvrtfinále | Plzeň        | 5 : 2 Report    | Sparta Praha | (1:2, 1:0, 3:0) |
| Branky Plzně 02:57 Jaroslav Bednář, 39:54 Michal Straka, 41:31 Michal Straka, 51:10 Jaroslav Bednář, 59:10 Pavel Vostřák                                     |           |             |              |                 |              |                 |
| 04. | 1997/1998 | čtvrtfinále | Plzeň        | 1 : 2 Report    | Sparta Praha | (0:0, 1:0, 0:2) |
| Branky Plzně 31:33 Pavel Geffert |           |             |              |                 |              |                 |
| 05. | 1997/1998 | čtvrtfinále | Sparta Praha | 4 : 1 Report    | Plzeň        | (2:0, 1:1, 1:0) |
| Branky Plzně 39:29 Jiří Jelen |           |             |              |                 |              |                 |
| |           |             |              |                 |              |                 |
| 06. | 2015/2016 | semifinále  | Sparta Praha | 3 : 7 Report    | Plzeň        | (0:3, 2:1, 1:3) |
| Branky Plzně 07:16 Miroslav Indrák, 15:26 Nicholas Johnson, 18:57 Nicholas Johnson, 32:42 Jakub Lev, 47:45 Erik Hrňa, 54:35 Erik Hrňa, 57:04 Jaroslav Kracík |           |             |              |                 |              |                 |
| 07. | 2015/2016 | semifinále  | Sparta Praha | 4 : 3 Report    | Plzeň        | (2:0, 2:2, 0:1) |
| Branky Plzně 36:23 Nicholas Johnson, 39:18 Ondřej Kratěna, 30:13 Miroslav Indrák                                                                             |           |             |              |                 |              |                 |
| 08. | 2015/2016 | semifinále  | Plzeň        | 2 : 4 Report    | Sparta Praha | (1:1, 0:2, 1:1) |
| Branky Plzně 09:35 Tomáš Svoboda, 45:29 Tomáš Svoboda |           |             |              |                 |              |                 |
| 09. | 2015/2016 | semifinále  | Plzeň        | 2 : 1 Report    | Sparta Praha | (0:0, 0:1, 2:0) |
| Branky Plzně 40:33 Miroslav Indrák, 49:51 Ondřej Kratěna |           |             |              |                 |              |                 |
| 10. | 2015/2016 | semifinále  | Sparta Praha | 6 : 1 Report    | Plzeň        | (0:0, 4:1, 2:0) |
| Branky Plzně 21:52 Michal Špaček |           |             |              |                 |              |                 |
| 11. | 2015/2016 | semifinále  | Plzeň        | 2 : 3 PP Report | Sparta Praha | (1:1, 0:1, 1:0) |
| Branky Plzně 00:37 Mário Bližňák, 59:04 Lukáš Pulpán |           |             |              |                 |              |                 |
| |           |             |              |                 |              |                 |
| Plzeň 4x utkání vyhrál, 7x utkání prohrál Plzeň 0x sérii vyhrál, 2x sérii prohrál                                                                            |           |             |              |                 |              |                 |

## Plzeň - Vítkovice
| Číslo | Sezona    | Utkání      | Domácí    | Výsledek        | Hosté     | Třetiny         |
| --- | --------- | ----------- | --------- | --------------- | --------- | --------------- |
| 01. | 2001/2002 | čtvrtfinále | Plzeň     | 2 : 1 Report    | Vítkovice | (0:0, 0:1, 2:0) |
| Branky Plzně 55:41 Kamil Brabenec, 56:34 Josef Straka                                                                           |           |             |           |                 |           |                 |
| 02. | 2001/2002 | čtvrtfinále | Plzeň     | 1 : 4 Report    | Vítkovice | (1:1, 0:2, 0:1) |
| Branky Plzně 11:08 Michal Dvořák                                                                                                |           |             |           |                 |           |                 |
| 03. | 2001/2002 | čtvrtfinále | Vítkovice | 2 : 3 Report    | Plzeň     | (1:0, 1:3, 0:0) |
| Branky Plzně 29:16 Michal Dvořák, 29:39 Radek Duda, 38:31 Michal Straka                                                         |           |             |           |                 |           |                 |
| 04. | 2001/2002 | čtvrtfinále | Vítkovice | 9 : 1 Report    | Plzeň     | (3:0, 4:0, 2:1) |
| Branky Plzně 58:49 Dušan Andrašovský                                                                                            |           |             |           |                 |           |                 |
| 05. | 2001/2002 | čtvrtfinále | Plzeň     | 2 : 5 Report    | Vítkovice | (0:1, 2:2, 0:2) |
| Branky Plzně 26:40 Zdeněk Sedlák, 30:24 Michal Straka                                                                           |           |             |           |                 |           |                 |
| 06. | 2001/2002 | čtvrtfinále | Vítkovice | 4 : 2 Report    | Plzeň     | (1:1, 1:0, 2:1) |
| Branky Plzně 06:42 Kamil Brabenec, 53:04 Michal Straka                                                                          |           |             |           |                 |           |                 |
| |           |             |           |                 |           |                 |
| 07. | 2016/2017 | předkolo    | Vítkovice | 3 : 1 Report    | Plzeň     | (1:0, 1:1, 1:0) |
| Branky Plzně 33:47 Ondřej Kratěna                                                                                               |           |             |           |                 |           |                 |
| 08. | 2016/2017 | předkolo    | Vítkovice | 3 : 2 PP Report | Plzeň     | (0:1, 0:1, 2:0) |
| Branky Plzně 08:30 Jakub Koreis, 35:13 Jakub Lev                                                                                |           |             |           |                 |           |                 |
| 09. | 2016/2017 | předkolo    | Plzeň     | 5 : 3 Report    | Vítkovice | (2:0, 3:2, 0:1) |
| Branky Plzně 14:20 Tomáš Svoboda, 16:43 Miroslav Preisinger, 24:21 Dominik Kubalík, 30:18 Jaroslav Kracík, 38:56 Peter Čerešňák |           |             |           |                 |           |                 |
| 10. | 2016/2017 | předkolo    | Plzeň     | 5 : 2 Report    | Vítkovice | (2:0, 1:1, 2:1) |
| Branky Plzně 04:58 Miroslav Preisinger, 10:10 Dominik Kubalík, 20:22 Ondřej Kratěna, 47:22 Jan Schlaiss, 52:45 Ondřej Kratěna   |           |             |           |                 |           |                 |
| 11. | 2016/2017 | předkolo    | Vítkovice | 1 : 2 PP Report | Plzeň     | (0:0, 0:1, 1:0) |
| Branky Plzně 33:54 Miroslav Indrák, v prodloužení 94:22 David Stach                                                             |           |             |           |                 |           |                 |
| |           |             |           |                 |           |                 |
| Plzeň 5x utkání vyhrál, 6x utkání prohrál Plzeň 1x sérii vyhrál, 1x sérii prohrál                                               |           |             |           |                 |           |                 |

## Plzeň - Liberec
| Číslo | Sezona    | Utkání      | Domácí  | Výsledek        | Hosté   | Třetiny               |
| --- | --------- | ----------- | ------- | --------------- | ------- | --------------------- |
| 01. | 2009/2010 | čtvrtfinále | Plzeň   | 4 : 0 Report    | Liberec | (1:0, 2:0, 1:0)       |
| Branky Plzně hetrick 17:40 Tomáš Vlasák, 25:16 Tomáš Vlasák, 27:00 Tomáš Vlasák, 47:23 Martin Straka                                                |           |             |         |                 |         |                       |
| 02. | 2009/2010 | čtvrtfinále | Plzeň   | 4 : 1 Report    | Liberec | (2:0, 0:1, 2:0)       |
| Branky Plzně 10:49 Mark Bomersback, 11:40 Petr Vampola, 47:53 Jan Kovář, 59:07 Ivan Padělek                                                         |           |             |         |                 |         |                       |
| 03. | 2009/2010 | čtvrtfinále | Liberec | 4 : 2 Report    | Plzeň   | (0:0, 3:1, 1:1)       |
| Branky Plzně 35:16 Tomáš Vlasák, 58:53 Martin Adamský                                                                                               |           |             |         |                 |         |                       |
| 04. | 2009/2010 | čtvrtfinále | Liberec | 4 : 3 Report    | Plzeň   | (1:1, 2:1, 1:1)       |
| Branky Plzně 18:26 Martin Straka, 33:18 Pavel Vostřák, 43:27 Tomáš Vlasák                                                                           |           |             |         |                 |         |                       |
| 05. | 2009/2010 | čtvrtfinále | Plzeň   | 2 : 3 Report    | Liberec | (0:2, 2:1, 0:0)       |
| Branky Plzně 32:06 Michal Dvořák, 36:36 Petr Vampola                                                                                                |           |             |         |                 |         |                       |
| 06. | 2009/2010 | čtvrtfinále | Liberec | 7 : 2 Report    | Plzeň   | (1:1, 2:0, 4:1)       |
| Branky Plzně 13:53 Tomáš Vlasák, 42:41 Petr Vampola                                                                                                 |           |             |         |                 |         |                       |
| |           |             |         |                 |         |                       |
| 07. | 2016/2017 | čtvrtfinále | Liberec | 3 : 1 Report    | Plzeň   | (2:0, 0:0, 1:1)       |
| Branky Plzně 47:11 David Stach |           |             |         |                 |         |                       |
| 08. | 2016/2017 | čtvrtfinále | Liberec | 4 : 2 Report    | Plzeň   | (2:2, 1:0, 1:0)       |
| Branky Plzně 02:50 Jakub Lev, 14:44 Peter Čerešňák                                                                                                  |           |             |         |                 |         |                       |
| 09. | 2016/2017 | čtvrtfinále | Plzeň   | 6 : 3 Report    | Liberec | (3:2, 1:1, 2:0)       |
| Branky Plzně 04:00 Ondřej Kratěna, 07:36 Lukáš Pulpán, hetrick 12:56 Tomáš Svoboda, 22:33 Tomáš Svoboda, 47:15 Tomáš Svoboda, 59:43 Dominik Kubalík |           |             |         |                 |         |                       |
| 10. | 2016/2017 | čtvrtfinále | Plzeň   | 0 : 4 Report    | Liberec | (0:2, 0:0, 0:2)       |
| Branky Plzně nikdo |           |             |         |                 |         |                       |
| 11. | 2016/2017 | čtvrtfinále | Liberec | 3 : 5 Report    | Plzeň   | (3:1, 0:4, 0:0)       |
| Branky Plzně 04:02 Jakub Lev, 20:50 Miroslav Indrák, 29:33 Miroslav Indrák, 34:37 David Stach, 37:11 hetrick Miroslav Indrák                        |           |             |         |                 |         |                       |
| 12. | 2016/2017 | čtvrtfinále | Plzeň   | 4 : 5 Report    | Liberec | (2:1, 1:3, 1:1)       |
| Branky Plzně 10:59 Peter Čerešňák, 19:35 Petr Kadlec, 25:19 Miroslav Preisinger, 57:50 Jakub Lev                                                    |           |             |         |                 |         |                       |
| 13. | 2022/2023 | předkolo    | Liberec | 4 : 1 Report    | Plzeň   | (2:0, 1:0, 1:1)       |
| Branky Plzně 52:04 Aleksi Rekonen |           |             |         |                 |         |                       |
| 14. | 2022/2023 | předkolo    | Liberec | 0 : 6 Report    | Plzeň   | (0:1, 0:1, 0:4)       |
| Branky Plzně 10:06 Jan Piskáček, 29:12 Adrián Holešinský, 44:22 Samuel Bitten, 45:13 Adrián Holešinský, 50:26 Jan Jaroměřský, 51:07 Tomáš Mertl     |           |             |         |                 |         |                       |
| 15. | 2022/2023 | předkolo    | Plzeň   | 1 : 3 Report    | Liberec | (0:0, 1:1, 0:2)       |
| Branky Plzně 25:51 Jakub Pour |           |             |         |                 |         |                       |
| 16. | 2022/2023 | předkolo    | Plzeň   | 2 : 1 PP Report | Liberec | (0:0, 1:1, 0:0 — 1:0) |
| Branky Plzně 24:40 Tomáš Mertl, 70:45 Jakub Pour |           |             |         |                 |         |                       |
| 17. | 2022/2023 | předkolo    | Liberec | 4 : 3 PP Report | Plzeň   | (2:3, 1:0, 0:0 — 1:0) |
| Branky Plzně 03:36 Tomáš Mertl, 05:42 Jan Schleiss , 08:39 Samuel Bitten                                                                            |           |             |         |                 |         |                       |
| |           |             |         |                 |         |                       |
| Plzeň 6x utkání vyhrál, 11x utkání prohrál Plzeň 0x sérii vyhrál, 3x sérii prohrál                                                                  |           |             |         |                 |         |                       |

## Plzeň - Olomouc
| Číslo | Sezona    | Utkání      | Domácí  | Výsledek        | Hosté   | Třetiny               |
| --- | --------- | ----------- | ------- | --------------- | ------- | --------------------- |
| 01. | 2015/2016 | čtvrtfinále | Plzeň   | 1 : 0 PP Report | Olomouc | (0:0, 0:0, 0:0)       |
| Branky Plzně v prodloužení 76:31 Tomáš Svoboda |           |             |         |                 |         |                       |
| 02. | 2015/2016 | čtvrtfinále | Plzeň   | 4 : 2 Report    | Olomouc | (1:1, 2:0, 1:1)       |
| Branky Plzně 13:24 Miroslav Preisinger, 36:20 Branislav Kubka, 38:41 Miroslav Indrák, 59:46 Tomáš Svoboda                                                                         |           |             |         |                 |         |                       |
| 03. | 2015/2016 | čtvrtfinále | Olomouc | 1 : 8 Report    | Plzeň   | (0:2, 1:2, 0:4)       |
| Branky Plzně 08:31 Erik Hrňa, 18:50 Jakub Lev, 20:38 Miroslav Indrák, 23:17 Jakub Lev, 42:47 Miroslav Indrák, 50:34 Ondřej Kratěna, 56:39 Ondřej Kratěna, 59:50 Nicholas Johnson  |           |             |         |                 |         |                       |
| 04. | 2015/2016 | čtvrtfinále | Olomouc | 2 : 1 Report    | Plzeň   | (1:0, 0:0, 1:1)       |
| Branky Plzně 54:20 Jakub Lev |           |             |         |                 |         |                       |
| 05. | 2015/2016 | čtvrtfinále | Plzeň   | 2 : 1 Report    | Olomouc | (0:0, 1:0, 1:1)       |
| Branky Plzně 22:15 Dominik Kubalík, 48:28 Lukáš Pulpán |           |             |         |                 |         |                       |
| |           |             |         |                 |         |                       |
| 06. | 2017/2018 | čtvrtfinále | Plzeň   | 2 : 3 SN Report | Olomouc | (0:1, 1:1, 1:0)       |
| Branky Plzně 28:24 Jan Schlaiss, 47:24 Jakub Kindl |           |             |         |                 |         |                       |
| 07. | 2017/2018 | čtvrtfinále | Plzeň   | 4 : 2 Report    | Olomouc | (1:1, 1:1, 2:0)       |
| Branky Plzně 19:28 Milan Gulaš, 29:17 Miroslav Indrák, 55:27 Milan Gulaš, 59:45 David Stach                                                                                       |           |             |         |                 |         |                       |
| 08. | 2017/2018 | čtvrtfinále | Olomouc | 3 : 4 Report    | Plzeň   | (1:1, 2:2, 0:1)       |
| Branky Plzně 09:03 Tomáš Mertl, 25:15 Ryan Hollweg, 27:27 Milan Gulaš, 51:12 Michal Moravčík                                                                                      |           |             |         |                 |         |                       |
| 09. | 2017/2018 | čtvrtfinále | Olomouc | 0 : 2 Report    | Plzeň   | (0:0, 0:1, 0:1)       |
| Branky Plzně 24:48 David Stach, 59:24 Tomáš Mertl |           |             |         |                 |         |                       |
| 10. | 2017/2018 | čtvrtfinále | Plzeň   | 5 : 0 Report    | Olomouc | (2:0, 1:0, 2:0)       |
| Branky Plzně 07:13 Miroslav Indrák, 18:12 Ryan Hollweg, 22:27 Denis Kindl, 53:34 Michal Moravčík, 56:27 Miroslav Indrák                                                           |           |             |         |                 |         |                       |
| |           |             |         |                 |         |                       |
| 11. | 2018/2019 | čtvrtfinéle | Plzeň   | 8 : 1 Report    | Olomouc | (1:0, 2:1, 5:0)       |
| Branky Plzně 10:39 Milan Gulaš, 25:30 Jan Kovář, 35:06 Vojtěch Němec, 40:35 Václav Nedorost, 45:05 Václav Nedorost, 50:18 David Stach, 52:12 Vojtěch Němec, 57:41 Miroslav Indrák |           |             |         |                 |         |                       |
| 12. | 2018/2019 | čtvrtfinéle | Plzeň   | 2 : 3 PP Report | Olomouc | (2:0, 0:0, 0:2 - 0:1) |
| Branky Plzně 07:38 Jakub Pour, 11:30 Lukáš Pulpán |           |             |         |                 |         |                       |
| 13. | 2018/2019 | čtvrtfinéle | Olomouc | 3 : 2 PP Report | Plzeň   | (1:0, 1:1, 0:1 - 1:0) |
| Branky Plzně 39:57 Vojtěch Němec |           |             |         |                 |         |                       |
| 14. | 2018/2019 | čtvrtfinéle | Olomouc | 2 : 3 Report    | Plzeň   | (0:0, 0:0, 2:3)       |
| Branky Plzně 41:10 Conor Allen, 50:04 Petr Straka, 56:11 Milan Gulaš |           |             |         |                 |         |                       |
| 15. | 2018/2019 | čtvrtfinéle | Plzeň   | 2 : 0 Report    | Olomouc | (0:0, 0:0, 2:0)       |
| Branky Plzně 41:16 Jakub Pour, 55:36 Conor Allen |           |             |         |                 |         |                       |
| 16. | 2018/2019 | čtvrtfinéle | Olomouc | 4 : 1 Report    | Plzeň   | (0:0, 2:1, 2:0)       |
| Branky Plzně 33:51 Lukáš Nahodil, 37:51 František Skladaný, 42:50 Jan Švrček, 57:29 Zbyněk Irgl                                                                                   |           |             |         |                 |         |                       |
| 17. | 2018/2019 | čtvrtfinéle | Plzeň   | 3 : 2 Report    | Olomouc | (3:0, 0:1, 0:1)       |
| Branky Plzně 00:28 Jakub Pour, 05:43 Milan Gulaš, 10:49 Petr Kodýtek |           |             |         |                 |         |                       |
| 18. | 2020/2021 | předkolo    | Plzeň   | 1 : 2 Report    | Olomouc | (0:1, 0:1, 1:0)       |
| Branky Plzně 52:06 David Kvasnička |           |             |         |                 |         |                       |
| 19. | 2020/2021 | předkolo    | Plzeň   | 2 : 3 Report    | Olomouc | (1:2, 0:1, 1:0)       |
| Branky Plzně 13:07 Martin Dočekal, 44:45 Petr Kodýtek |           |             |         |                 |         |                       |
| 20. | 2020/2021 | předkolo    | Olomouc | 2 : 1 Report    | Plzeň   | (1:0, 1:1, 0:0)       |
| Branky Plzně 24:36 Petr Straka |           |             |         |                 |         |                       |
| Plzeň 12x utkání vyhrál, 8x utkání prohrál Plzeň 3x sérii vyhrál, 1x sérii prohrál                                                                                                |           |             |         |                 |         |                       |

## Plzeň - Vsetín
| Číslo                                                                             | Sezona    | Utkání     | Domácí | Výsledek        | Hosté  | Třetiny         |
| --------------------------------------------------------------------------------- | --------- | ---------- | ------ | --------------- | ------ | --------------- |
| 01.                                                                               | 1999/2000 | semifinále | Vsetín | 2 : 0 Report    | Plzeň  | (1:0, 0:0, 1:0) |
| Branky Plzně nikdo                                                                |           |            |        |                 |        |                 |
| 02.                                                                               | 1999/2000 | semifinále | Vsetín | 3 : 2 Report    | Plzeň  | (1:0, 0:0, 2:2) |
| Branky Plzně 47:42 Michal Jeslínek, 51:35 Michal Jeslínek                         |           |            |        |                 |        |                 |
| 03.                                                                               | 1999/2000 | semifinále | Plzeň  | 2 : 3 PP Report | Vsetín | (1:1, 0:0, 1:1) |
| Branky Plzně 14:16 Michal Straka, 41:37 Jaroslav Špelda                           |           |            |        |                 |        |                 |
|                                                                                   |           |            |        |                 |        |                 |
| Plzeň 0x utkání vyhrál, 3x utkání prohrál Plzeň 0x sérii vyhrál, 1x sérii prohrál |           |            |        |                 |        |                 |

## Plzeň - Kladno
| Číslo | Sezona    | Utkání   | Domácí | Výsledek     | Hosté  | Třetiny         |
| --- | --------- | -------- | ------ | ------------ | ------ | --------------- |
| 01. | 2007/2008 | předkolo | Kladno | 4 : 3 Report | Plzeň  | (1:1, 3:2, 0:0) |
| Branky Plzně 09:29 Petr Vampola, 20:15 Tomáš Vlasák, 39:39 Michal Dvořák                                                                  |           |          |        |              |        |                 |
| 02. | 2007/2008 | předkolo | Kladno | 5 : 2 Report | Plzeň  | (1:0, 1:0, 3:2) |
| Branky Plzně 55:00 Martin Adamský, 56:48 Petr Vampola                                                                                     |           |          |        |              |        |                 |
| 03. | 2007/2008 | předkolo | Plzeň  | 6 : 5 Report | Kladno | (1:2, 4:1, 1:2) |
| Branky Plzně 01:15 David Ludvík, 23:03 David Ludvík, 25:53 Michal Důras, 37:48 Michal Dvořák, 39:04 Michal Dvořák, 42:04 Radek Matějovský |           |          |        |              |        |                 |
| 04. | 2007/2008 | předkolo | Plzeň  | 2 : 3 Report | Kladno | (0:0, 1:2, 1:1) |
| Branky Plzně 23:43 David Ludvík, 46:29 Tomáš Vlasák                                                                                       |           |          |        |              |        |                 |
| |           |          |        |              |        |                 |
| Plzeň 1x utkání vyhrál, 3x utkání prohrál Plzeň 1x sérii vyhrál, 0x sérii prohrál                                                         |           |          |        |              |        |                 |

## Plzeň - Mladá Boleslav
| Číslo                                                                                                | Sezona    | Utkání   | Domácí         | Výsledek        | Hosté          | Třetiny               |
| --- | --------- | -------- | -------------- | --------------- | -------------- | --------------------- |
| 01.                                                                                                  | 2014/2015 | předkolo | Plzeň          | 4 : 5 Report    | Mladá Boleslav | (0:0, 2:4, 2:1)       |
| Branky Plzně 16:59 Mário Bližňák, 21:51 Dominik Kubalík, 25:32 Nicholas Johnson, 57:37 Mário Bližňák |           |          |                |                 |                |                       |
| 02.                                                                                                  | 2014/2015 | předkolo | Plzeň          | 2 : 1 Report    | Mladá Boleslav | (2:0, 0:0, 0:1)       |
| Branky Plzně 01:31 Ryan Hollweg, 09:44 Nicholas Johnson                                              |           |          |                |                 |                |                       |
| 03.                                                                                                  | 2014/2015 | předkolo | Mladá Boleslav | 4 : 2 Report    | Plzeň          | (2:0, 0:2, 2:0)       |
| Branky Plzně 20:39 Petr Kadlec, 33:58 Ján Sýkora                                                     |           |          |                |                 |                |                       |
| 04.                                                                                                  | 2014/2015 | předkolo | Mladá Boleslav | 4 : 2 Report    | Plzeň          | (1:0, 2:2, 1:0)       |
| Branky Plzně 33:20 Tomáš Sýkora, 38:39 Dominik Simon                                                 |           |          |                |                 |                |                       |
| 05.                                                                                                  | 2021/2022 | předkolo | Plzeň          | 3 : 2 PP Report | Mladá Boleslav | (1:1, 1:1, 0:0 - 1:0) |
| Branky Plzně 17:40 Martin Lang, 26:32 Dominik Graňák, 69:01 Peter Čerešňák                           |           |          |                |                 |                |                       |
| 06.                                                                                                  | 2021/2022 | předkolo | Plzeň          | 2 : 3 Report    | Mladá Boleslav | (2:0, 0:1, 0:2)       |
| Branky Plzně 03:56 Tomáš Mertl, 12:10 Tomáš Mertl                                                    |           |          |                |                 |                |                       |
| 07.                                                                                                  | 2021/2022 | předkolo | Mladá Boleslav | 5 : 3 Report    | Plzeň          | (1:0, 1:1, 3:2)       |
| Branky Plzně 33:56 Gustaf Thorell, 49:52 Michal Bulíř, 53:00 Martin Lang                             |           |          |                |                 |                |                       |
| 08.                                                                                                  | 2021/2022 | předkolo | Mladá Boleslav | 0 : 1 Report    | Plzeň          | (0:1, 0:0, 0:0)       |
| Branky Plzně 03:45 Jan Dufek                                                                         |           |          |                |                 |                |                       |
| 09.                                                                                                  | 2021/2022 | předkolo | Plzeň          | 2 : 3 Report    | Mladá Boleslav | (0:1, 1:1, 1:1)       |
| Branky Plzně 29:36 Michal Bulíř, 50:32 Jan Schleiss                                                  |           |          |                |                 |                |                       |
| |           |          |                |                 |                |                       |
| Plzeň 3x utkání vyhrál, 6x utkání prohrál Plzeň 0x sérii vyhrál, 2x sérii prohrál                    |           |          |                |                 |                |                       |